# Pimpla laevifrons
Pimpla laevifrons là một loài tò vò trong họ Ichneumonidae.